# Paolo Savi
Paolo Savi (Pisa, 11 juli 1798 – Pisa, 5 april 1871) was een Italiaanse, geoloog, ornitholoog en hoogleraar aan de Universiteit van Pisa. Als modern geoloog werkte hij in de traditie van Charles Lyell. Daarnaast was hij de auteur van een belangrijke studie over de vogels van Toscane.

## Biografie
Hij was de zoon van hoogleraar in de plantkunde Gaetano Savi. Hij en zijn broer Pietro Savi hielden zich ook bezig met plantkunde. In 1817 werd hij als assistent verbonden aan de leerstoel plantkunde van de Universiteit van Pisa. In 1823 werd hij benoemd tot hoogleraar in de natuurlijke historie en in 1840 werd hij benoemd aan de leerstoel vergelijkende anatomie en dierkunde. In 1826 werd hij in opdracht van het groothertogdom Toscane belast met de bestudering van de geologie van Toscane. Hiervoor perfectioneerde hij zijn kennis van zowel de dierkunde als de geologie tijdens zijn studie in Parijs in 1827. Savi speelde een belangrijke rol bij de uitbreiding van de collectie van het natuurhistorisch museum van de Universiteit van Pisa. Tot aan zijn dood was hij directeur van dit museum en van de beroemde Botanische Tuin in Pisa.
Hij wordt beschouwd als een pionier van de moderne geologie in Italië en vervaardigde een geologische kaart van de Monte Pisanino, de hoogste berg van de Apuaanse Alpen. Hij publiceerde ook over de metamorfe oorsprong van het marmer uit de Toscaanse provincie Massa-Carrara (het witte carraramarmer). Verder maakte hij onder andere studie van de fossielen uit het Mioceen in de buurtschap Montebamboli (gemeente Massa Marittima), het voorkomen van ijzererts op Elba en de geologie en stratigrafie van Toscane in het algemeen.
Hij is bovendien bekend als vogelkundige en schreef een monografie over de vogels in Toscane en hij is de soortauteur van de snor die daarom in het Engels Savi's warbler heet. Hij beschreef ondersoorten van de buizerd (Buteo buteo) en de gele kwikstaart (Motacilla flava). 
Hij ontving diverse internationale onderscheidingen voor zijn wetenschappelijk werk en was onder andere lid van de Zoological Society of London.
- Bibliothèque nationale de France: cb10226783t (data)
- Author citation (botany): Pa.Savi
- Stuttgart Database of Scientific Illustrators 1450–1950: 10412
- Gemeinsame Normdatei: 117036404
- International Standard Name Identifier: 0000 0000 7357 9659
- Library of Congress Control Number: nr2002031962
- Istituto Centrale per il Catalogo Unico: RAVV062979
- LIBRIS: 171050
- Système universitaire de documentation: 08559914X
- Virtual International Authority File: 64773475
- WorldCat: E39PBJxCt3y7fbY9pDhGfjH9jC